# 박신영 (아나운서)
박신영(1990년 9월 14일 ~ )은 대한민국의 아나운서 출신 방송인이다.

## 경력
- 2014년 ~ 2017년 MBC 스포츠플러스 아나운서

## 진행
- 2014년 ~ 2016년: MBC 스포츠플러스 <메이저리그 투나잇>
- 2016년: MBC 스포츠플러스 <코리안 메이저리거 라이브>
- 2018년 3월: 패럴림PICK TV <평창人초대석>
- 2018년 4월 9일 ~ 현재: 채널A TV 주치의 닥터 지바고
- 2018년 ~ 현재: ADT캡스 <풀카운트>, MBC 스포츠 매거진, YTN 사이언스 <호기심 팩토리>, JTBC GOLF <라이브 레슨 70>

## 기타 방송
- 2018년 12월 11일, KBS 2TV 1대 100 1인 출연

## 기타 활동
- 맥심 2018년 2월호 모델

## 사건사고
2021년 5월 10일 오전 10시 28분경 서울 마포구 상암동 상암초등학교 앞 사거리에서 박신영 아나운서가 탄 SUV 차량과 오토바이가 충돌해 오토바이 운전자인 배달노동자 50대가 사망한 사건이 발생하였다. 2021년 5월 11일 경찰은 과속여부를 조사를 한 뒤 검찰에 송치할 예정이라고 밝혔다. 사고 직후 인스타그램, 유튜브 등의 기록들이 비공개되거나 삭제되었다.

### 불구속 기소
2021년 5월 10일 오전 10시 28분 경 서울시 마포구 상암동 상암 초등학교 교차로 교통 사고 관련하여 
2021년 8월 23일 서울서부지검은 교통사고처리특례법상 치사 혐의로 불구속 기소 하였다.